# 切爾尼亞霍夫斯克區

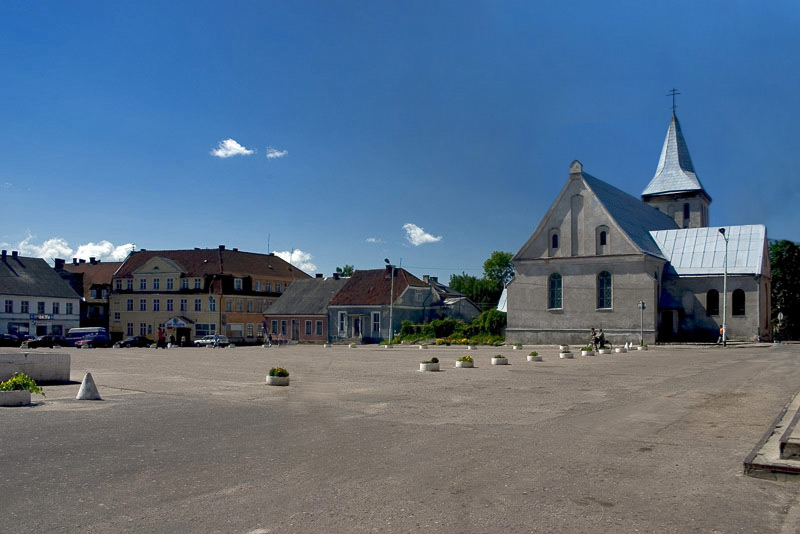

54°38′N 21°49′E / 54.633°N 21.817°E
切爾尼亞霍夫斯克區（俄语：Черняховский район），是俄羅斯的一個區，位於該國西北部，由加里寧格勒州負責管轄，面積1,285.75平方公里，2010年人口51,936，人口密度每平方公里40.39人。